# Phthiria lurida
Phthiria lurida är en tvåvingeart som beskrevs av Walker 1857. Phthiria lurida ingår i släktet Phthiria och familjen svävflugor. Inga underarter finns listade i Catalogue of Life.